# Cantó de Vouvray
El cantó de Vouvray és un cantó francès del departament de l'Indre i Loira, situat al districte de Tours. Té 11 municipis i el cap és Vouvray.

## Municipis
- Chançay
- Chanceaux-sur-Choisille
- Monnaie
- Neuillé-le-Lierre
- Noizay
- Notre-Dame-d'Oé
- Parçay-Meslay
- Reugny
- Rochecorbon
- Vernou-sur-Brenne
- Vouvray

## Història
| Data d'elecció                           | Identitat        | Partit        | Qualitat |
| ---------------------------------------- | ---------------- | ------------- | -------- |
| 1945-1951                                | M. Rousseau      | RI            |          |
| 1951-1982                                | Gaston Huet      | Divers droite |          |
| 1982-2001                                | René Bodet       | RPR           |          |
| 2001-                                    | Bernard Mariotte | PS            |          |
| les dades anteriors no són pas conegudes |                  |               |          |
|                                          |                  |               |          |